# Džefatnebti

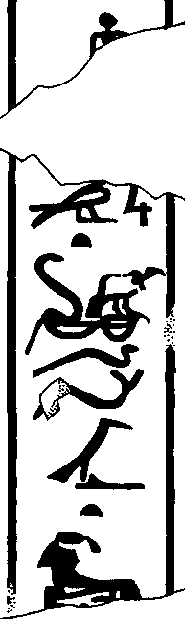
Nápis na nádobě nalezené v Elefantíně

Džefatnebti je jméno starověké egyptské královny ze 3. dynastie. 

## Život
Jedinou zmínkou o královně Džefatnebti je nápis na jedné ze tří nádob nalezených na ostrově Elefantina. Nápis mluví o roku, kdy proběhla přehlídka krále Dolního a Horního Egypta a kdy bylo „období boje s lupiči”. Je zde také zmínka o Džefatnebti, se kterou se něco přihodilo, není však zřejmé co, protože sloveso ve spojení s ní je nečitelné. Günter Dreyer nádoby datuje do vlády faraona  Huneje a Džefatnbeti považuje za Hunejovu manželku. Ke svému závěru však postrádá přímé důkazy.